# Downers Grove (miejscowość)
Downers Grove – wieś w Stanach Zjednoczonych, w stanie Illinois, w hrabstwie DuPage.